# Premi Salvador de Madariaga
El Premi de Periodisme Europeu Salvador de Madariaga es convoca des de 1995 i a iniciativa de la secció espanyola de l'Associació de Periodistes Europeus (APE) i en col·laboració amb les oficines a Espanya de la Comissió Europea i del Parlament Europeu.

## Premiats
| Edició | Any  | Premsa escrita                                         | Ràdio                                                      | Televisió                                    |
| ------ | ---- | ------------------------------------------------------ | ---------------------------------------------------------- | -------------------------------------------- |
| 1a     | 1995 | José Virgilio Colchero - Diario 16                     | Begoña Arce - Cadena SER                                   | Pedro González - Euronews                    |
| 2a     | 1996 | Darío Valcárcel - ABC                                  | Juan Martínez Fierro - Cadena COPE                         | Julio Bernárdez - Televisió Espanyola        |
| 3a     | 1997 | Xavier Vidal-Folch - El País                           | Teresa Turiera-Puigbó - Catalunya Ràdio                    | Ignacio Jiménez - Canal Sur                  |
| 4a     | 1998 | Fernando Pescador - El Correo                          | Radio 5 Todo Noticias - RTVE                               | Antena 3 Construyamos Europa Juntos          |
| 5a     | 1999 | Carlos Westendorp i Iñigo Méndez de Vigo Montojo - ABC | Pedro Fernández Céspedes - Radio Nacional de España        | Manuel Pedregal - Televisió Espanyola        |
| 6a     | 2000 | Javier Fernández Arribas - COLPISA                     | Juan Luis Cano i Guillermo Fesser, Gomaespuma - M-80 Radio | Concepción Boo - CNN                         |
| 7a     | 2001 | Walter Openheimer - El País                            | Jacobo de Regoyos - Onda Cero                              | Jaume Masdeu - TV3                           |
| 8a     | 2002 | Andrés Ortega Klein - El País                          | Juan Montes - Radio Nacional de España                     | Montserrat Domínguez - Tele5                 |
| 9a     | 2003 | Eliseo Oliveras - El Periódico de Catalunya            | Serveis Informatius de Radio Nacional de España            | Francisco Giménez Alemán - Telemadrid        |
| 10a    | 2004 | Gallego & Rey - El Mundo                               | Griselda Pastor - Cadena SER                               | Juan Pedro Valentín - Tele 5                 |
| 11a    | 2005 | Sol Gallego Díaz - El País                             | Aurora Mínguez - Radio Nacional de España                  | Mónica Prado - Antena 3                      |
| 12a    | 2006 | Xavier Batalla - La Vanguardia                         | Tom Martínez Benítez - Radio Nacional de España            | Asociación Cantabria Europa - Antena 3       |
| 13a    | 2007 | José Comas - El País                                   | José Miguel Azpiroz - Punto Radio                          | Pilar Requena - Televisió Espanyola          |
| 14a    | 2008 | Enrique Serbeto - ABC                                  | Ernesto Estévez - Cadena SER                               | José Antonio Navarro Moreno - Antena 3       |
| 15a    | 2009 | Andreu Missé - El País                                 | Ángel González - Onda Cero                                 | Vicente Vallés - Televisió Espanyola         |
| 16a    | 2010 | Felipe Sahagún - El Mundo                              | Fran Sevilla - RNE                                         | Antonio San José - CNN+                      |
| 17a    | 2011 | Ramiro Villapadierna - ABC¡¡                           | Ángeles Bazán - RNE                                        | Bernardo de Miguel - Cuatro                  |
| 18a    | 2012 | Álex Rodríguez - La Vanguardia                         | José María Patiño - Cadena SER                             | José Antonio Guardiola - Televisió Espanyola |
| 19a    | 2013 | Carlos Yárnoz - El País                                | Carlos Herrera - Onda Cero                                 | Anna Bosch - Televisió Espanyola             |
| 20a    | 2014 | Rafael Jorba - La Vanguardia                           | Rafael Panadero - Cadena SER                               | Carlos Franganillo - Televisió Espanyola     |